# Ein Traumspiel

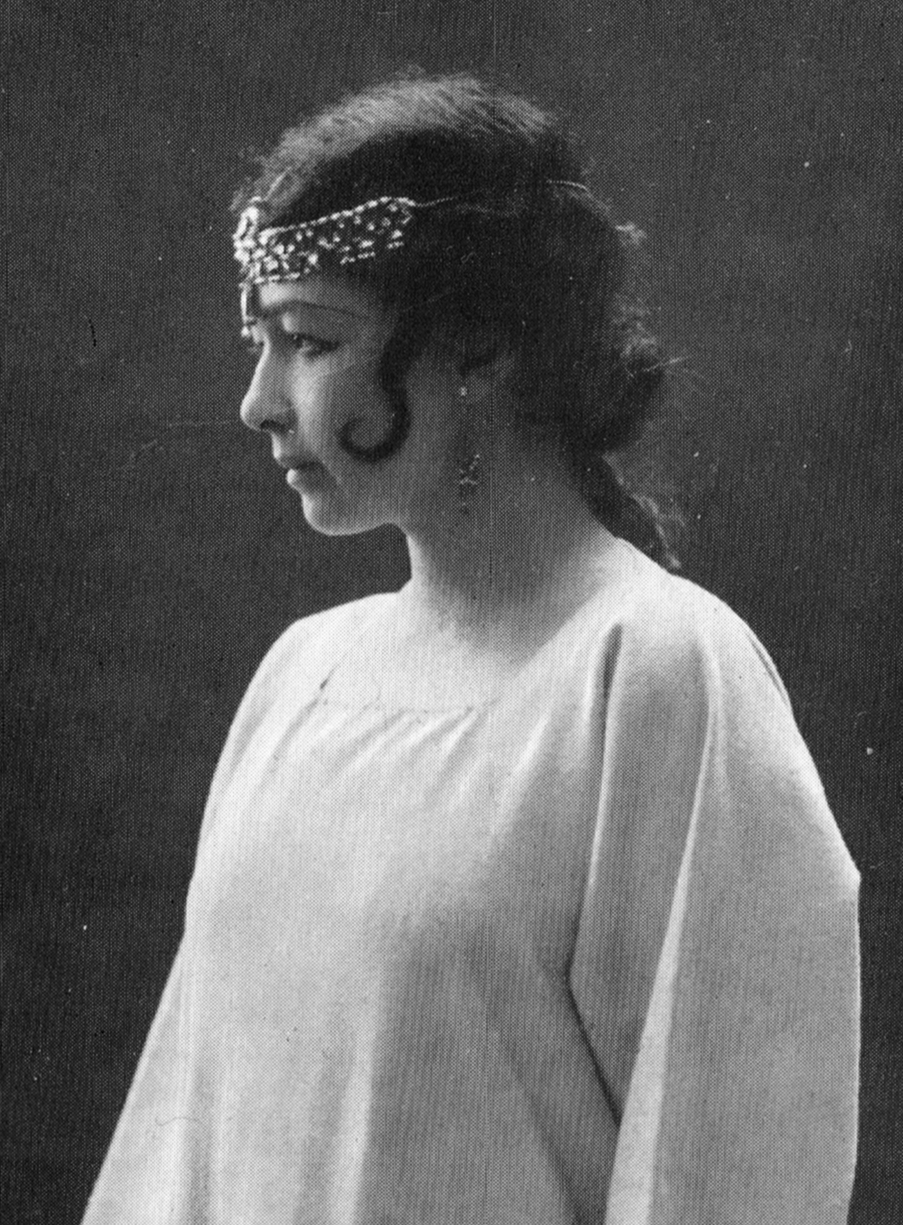
Harriet Bosse als Indras Tochter bei der Erstaufführung 1907

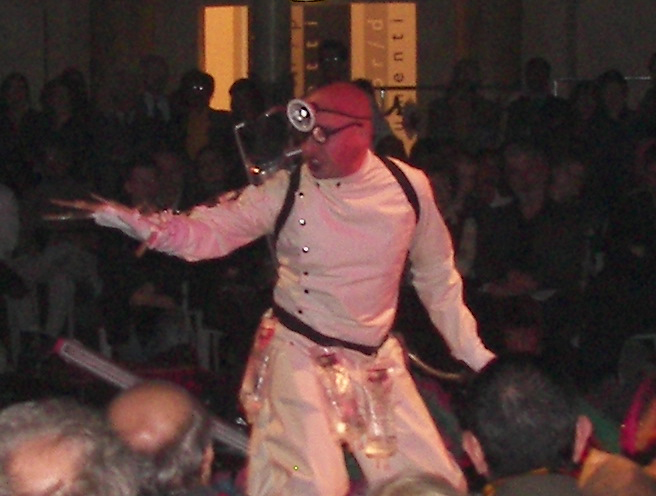
Quarantäninspector (Ein Traumspiel)

Ein Traumspiel (schwedisch Ett drömspel) ist ein Schauspiel von August Strindberg, erschienen 1902. Die Uraufführung des Stückes war am 17. April 1907 im Svenska Teatern in Stockholm. Die deutsche Erstaufführung fand am 17. März 1916 im Theater in der Königgrätzer Straße in Berlin statt.

## Einordnung
Ein Traumspiel gehört mit dem Kammerspiel Die Gespenstersonate und der Damaskus-Trilogie zu den Hauptwerken seiner späteren Schaffenszeit. In suggestiven, zum Teil unmerklich ineinander übergehenden Episoden eines Stationendramas wird die Tragik menschlichen Lebens und Suchens dargestellt.

## Handlung
Protagonistin ist die Tochter des indischen Gottes Indra, Agnes, die aus Mitleid mit den Menschen auf die Erde herabsteigt. In immer neuen Verwandlungen und traumhaften Sequenzen ohne eigentliche dramatische Handlung erkundet sie die Möglichkeiten und Begrenztheiten menschlicher Existenz. Das Mitleiden von Agnes: „Es ist schade um die Menschen“ („Det är synd om människorna“) wird zum Hauptmotiv des Stücks. Exemplarisch begegnet sie unterschiedlichen Lebensentwürfen: dem des Offiziers, des pedantischen Advokaten, des Dichters. Das Scheitern und Leiden der Figuren gewinnt eine metaphysische Dimension, indem der Sinn des Lebens sich nur aus einem unerkennbaren, jenseitigen Zusammenhang ergeben kann, der gleichzeitig das aktuelle Geschehen traumhaft-geheimnisvoll durchwebt. So endet der Weg von Agnes an einer Tür im Theaterkorridor, hinter der sie die „Lösung des Welträtsels“ vermutet. Es stellt sich heraus, dass hinter der Tür „nichts“ ist.
Die Rätsel der Welt bleiben unbeantwortet; zurück bleibt „eine Wand von fragenden, trauernden, verzweifelten Menschengesichtern“. Agnes gelobt, die an Ijob gemahnende Klage des Dichters gegen den Schöpfergott bei ihrer Rückkehr vor den Thron des Vaters zu tragen.

## Interpretation
In der suggestiven Sprachkraft und Poesie des Werkes wird im „Mitleiden“ und der gegenseitigen Identifikation und Spiegelung der Figuren – trotz aller Klage und allen Leidens – ein Lebenssinn suggeriert. Strindberg schrieb das Werk ein Jahr nach dem Erscheinen der Traumdeutung von Sigmund Freud.

## Entstehung
Am 6. Mai 1901 heiratete August Strindberg die junge Schauspielerin Harriet Bosse, die ihn aber verließ und an August schrieb, dass sie für immer gegangen sei. August wurde verzweifelt und geriet in eine Krise. Seine Tagebuchnotizen aus dieser Zeit erwähnen einen Entwurf des Stücks. Am 5. Oktober kehrte Harriet zurück. Der Text war spätestens Anfang 1902 fertiggestellt.

## Ausgaben
- Stockholm 1902
- Stockholm 1916

Übersetzungen:
- Strindberg, August: Ein Traumspiel, Reclam Stuttgart 1957, Übersetzung: Willi Reich
- Spectaculum 21, Fünf moderne Theaterstücke, Frankfurt am Main 1974

Verfilmungen:
- Ein Traumspiel, BRD 1959 (TV; Regie: Wilhelm Semmelroth, mit u. a. Inge Langen, Helmut Peine, Peter Schütte, Peter Arens, Tilla Durieux und Kurt Lieck)
- Ein Traumspiel, Schweden 1963 (TV; Regie: Ingmar Bergman)
- Ein Traumspiel, Schweden 1980 (TV; Regie: Johan Bergenstråhle)
- Drömspel, Schweden / Norwegen 1994 (Regie: Unni Straume)

Vertonungen
- Emil Nikolaus von Reznicek, Traumspiel, Bühnenmusik zu August Strindbergs Drama (1915)
- Julius Weismann, Ein Traumspiel (Oper; Urauff.: Duisburg 1925)
- Aribert Reimann, Ein Traumspiel (Oper; Urauff.: Kiel 1965)
- Malcolm Williamson, The Growing Castle (Oper; Urauff.: Dynevorcastle, Wales 1968)
- Ingvar Lidholm, Ett drömspel (Oper; Uraufführung: Stockholm 1992)